# Thomas Koebner
Thomas Koebner (* 22. Juli 1941 in Berlin) ist ein deutscher Publizist, Literatur- und Medienwissenschaftler.

## Leben
Koebner studierte Germanistik, Kunstgeschichte und Philosophie bei Walter Müller-Seidel, Hans Sedlmayr, Wolfgang Stegmüller u. a.
Während dieser Zeit war er 10 Jahre lang hauptberuflich als Musikkritiker in München tätig.
Nach der Promotion arbeitete er von 1967 bis 1970 als Lehrbeauftragter für  Neuere deutsche Literaturgeschichte und für Theaterwissenschaft an der Ludwig-Maximilians-Universität München. Von 1970 bis 1972 war er als Dozent für Theater, Film und Fernsehwissenschaft an der Universität zu Köln tätig.
Von 1972 bis 1973 war er Filmbeauftragter des Bundesministeriums für wirtschaftliche Zusammenarbeit. Von 1973 bis 1983 hatte er eine Professur für Germanistik und Allgemeine Literaturwissenschaft an der Bergischen Universität Wuppertal inne, an deren Aufbau er beteiligt war. Von 1983 bis 1989 wurde er als Professor für Neuere Deutsche Literatur mit dem Schwerpunkt Medienwissenschaft an die Philipps-Universität Marburg berufen. Von 1989 bis 1992 war er Direktor der Deutschen Film- und Fernsehakademie Berlin (dffb). 1993 erhielt einen Ruf nach Hamburg, den er ablehnte, und nach Mainz, wo er von 1993 und bis zu seiner Emeritierung im Jahr 2007 Professor für Filmwissenschaft war.

## Tätigkeit als Autor und Herausgeber
Seit dem ersten Buch über Leben und Werk des österreichischen Schriftstellers Hermann Broch (1965) veröffentlichte Koebner zahlreiche Bände und Texte zur deutschen Literatur des 18., 19. und 20. Jahrhunderts, zum Musiktheater, zur Filmgeschichte und zum Fernsehfilm. Er ist Begründer etlicher Fachorgane, u. a. des Jahrbuchs Exilforschung, der Zeitschriften Diskurs (gemeinsam mit Jan Berg, Günther Erken, Bruno Fischli, Uta Ganschow, Lothar Schwab und Richard Weber), Medienwissenschaft und Augenblick, später der Vierteljahresschrift Film-Konzepte (gemeinsam mit Fabienne Liptay) und der kulturwissenschaftlichen Publikationsreihe Projektionen. Ferner gab er mehrere Buchreihen, darunter die auf über 50 Bände angewachsenen Filmstudien und etliche Sammelwerke heraus.
Seine Forschungsschwerpunkte sind „Film als Kunstwerk“; der Deutsche Film seit Caligari; der Europäische Film vom Neorealismus bis zur Gegenwart; die Geschichte des Fernsehfilms; das Lebenswerk von Fritz Lang, Friedrich Wilhelm Murnau, Federico Fellini, Ingmar Bergman, Luis Buñuel, Alfred Hitchcock, Roman Polański; Elemente filmischen Erzählens; Schauspielkunst im Film; Bildkomposition in den visuellen Künsten; Topos- und Motivforschung; Kulturelle Muster im Film; Tiefenpsychologie und Film; Konstruktion des Fremden und einer anderen Welt in Film und Literatur.

## Auszeichnungen
- 2010: Sonderpreis der Ökumenischen Jury der Berlinale zum 60. Jubiläum der Internationale Filmfestspiele Berlin.[2]
- 2011: Wilhelm-Hausenstein-Ehrung für Verdienste um kulturelle Vermittlung, vergeben von der Bayerischen Akademie der Schönen Künste.[3]

## Veröffentlichungen

### Monografien
- Die mythische Dimension in Hermann Brochs Romantrilogie „Die Schlafwandler“ (Bern, München: Francke Verlag, 1965)
- Das experimentelle Fernsehspiel – „Das kleine Fernsehspiel“ im ZDF (Hrsg. mit Egon Netenjakob) (Frankfurt am Main: Lang, 1988)
- Unbehauste. Zur deutschen Literatur in der Weimarer Republik, im Exil und in der Nachkriegszeit (München: Edition Text+Kritik, 1992)
- Zurück zur Natur. Ideen der Aufklärung und ihre Nachwirkung (Heidelberg: Universitätsverlag C. Winter, 1993)
- Handlungen mit Musik. Die Oper als Zeitspiegel, Leidenschaftsdrama, Gesamtkunstwerk (Anif/Salzburg: Verlag Ursula Müller-Speiser, 1993)
- Halbnah. Schriften zum Film. 2. Folge (St. Augustin: Gardez, 1999)
- Vor dem Bildschirm. Studien, Kritiken und Glossen zum Fernsehen (St. Augustin: Gardez, 2000)
- Lehrjahre im Kino. Schriften zum Film. 1. Folge (St. Augustin: Gardez, 2002, 2. Auflage)
- Wie in einem Spiegel. Schriften zum Film. 3. Folge (St. Augustin: Gardez, 2003)
- Verwandlungen. Schriften zum Film. 4. Folge. (Remscheid: Gardez, 2004)
- Filmmusik. Augenblick. Bd. 35. (Marburg: Schüren, 2004)
- Filmbilder – Sinnbilder. Schriften zum Film. 5. Folge (Remscheid: Gardez, 2007)
- Ingmar Bergman. Eine Wanderung durch sein Werk (München: Edition Text+Kritik, 2009)
- Federico Fellini. Der Zauberspiegel seiner Filme (München: Edition Text+Kritik, 2010)
- Die Schönen im Kino. Nachdenken über ein ästhetisches Phänomen (München: Edition Text+Kritik, 2012)
- Roman Polański. Der Blick der Verfolgten. Eine Biographie. Philipp Reclam jun., Stuttgart 2013, ISBN 978-3-15-010936-6.
- Edgar Reitz: Chronist deutscher Sehnsucht. Eine Biographie. Philipp Reclam jun., Stuttgart 2015, ISBN 978-3-15-011016-4.
- Grenzgänge zwischen Literatur und Film. Schüren Verlag, Marburg 2015, ISBN 978-3-89472-917-2.
- Steven Spielberg. Zwischen Arthouse und Effektkino. Philipp Reclam jun., Stuttgart 2016, ISBN 978-3-15-011087-4.
- Von Träumen im Film. Visionen einer anderen Wirklichkeit. Schüren Verlag, Marburg 2018, ISBN 978-3-89472-616-4.
- Inseln. Wunschland, Wildnis, Weltferne. Fundstücke aus Literatur und Film. Schüren Verlag, Marburg 2021, ISBN 978-3-7410-0394-3.
- Erinnerungen im Film. Ein Versuch. Schüren Verlag, Marburg 2022, ISBN 978-3-7410-0413-1.
- Masken, Puppen und einsame Kinder. Film-Motive. Schüren Verlag, Marburg 2023, ISBN 978-3-7410-0431-5.

### Herausgeberschaften
- Tendenzen der deutschen Literatur seit 1945 (= Kröners Taschenausgabe. Band 405). Kröner, Stuttgart 1971, ISBN 3-520-40501-6 (2. Auflage unter dem Titel „Tendenzen der deutschen Gegenwartsliteratur“, 1984).
- Weimars Ende: Prognosen und Diagnosen in der deutschen Literatur und politischen Publizistik 1930–1933 (Hrsg.) (Frankfurt am Main: Suhrkamp, 1982)
- Stalin und die Intellektuellen (Hrsg.) (München: Edition Text+Kritik, 1983 = Exil-Forschung Bd. 1)
- Zwischen den Weltkriegen (Hrsg.) (Wiesbaden: Akademische Verlagsgesellschaft, 1983 = Neues Handbuch der Literaturwissenschaft, Band 20)
- Erinnerungen ans Exil – Kritische Lektüre der Autobiographien nach 1933 (Hrsg.) (München: Edition Text+Kritik 1984 = Exil-Forschung Bd. 2)
- „Mit uns zieht die neue Zeit“. Der Mythos Jugend (Hrsg. mit Rolf-Peter Janz und Frank Trommler) (Frankfurt am Main: Suhrkamp, 1985)
- Gedanken an Deutschland im Exil (Hrsg.) (München: Edition Text+Kritik, 1985 = Exil-Forschung, Bd. 3)
- Deutschland nach Hitler. Zukunftspläne im Exil und aus der Besatzungszeit 1939–1945 (Hrsg. mit Gert Sautermeister und Sigrid Schneider) (Opladen: Westdeutscher Verlag, 1987)
- Die andere Welt. Studien zum Exotismus (Hrsg. mit Gerhard Pickerodt) (Frankfurt am Main: Athenäum, 1987; 2. Auflage Berlin: Philo, 2000)
- Laokoon und kein Ende: Der Wettstreit der Künste (Hrsg.) (München: Edition Text+Kritik, 1989; = Literatur und andere Künste, Bd. 3)
- Autorenfilme. Elf Werkanalysen (Hrsg.) (Münster: Maks, 1990)
- Alfred Kerr: Liebes Deutschland. Gedichte (Hrsg.) (Frankfurt am Main: S. Fischer 1991)
- Nachmärz: Die Ursprünge der ästhetischen Moderne in einer nachrevolutionären Konstellation (Hrsg. mit Sigrid Weigel) (Wiesbaden: Westdeutscher Verlag, 1996)
- Idole des deutschen Films. Eine Galerie von Schlüsselfiguren (Hrsg.) (München: Edition Text+Kritik, 1997)
- Schauspielkunst im Film. Erstes Symposium (Hrsg.) (St. Augustin: Gardez-Verlag, 1998)
- Science Fiction-Film (Hrsg.)(Stuttgart: Reclam, 2003; Bd. 1 der von Th. K. konzipierten 15-bändigen Reihe „Filmgenres“)
- Diesseits der dämonischen Leinwand. Neue Perspektiven auf das späte Weimarer Kino (Hrsg. mit Norbert Grob und Bernd Kiefer). (München: Edition Text und Kritik, 2003)
- Mitteilungen über den Maghreb. Westöstliche Medienperspektiven I. (Hrsg. mit Anton Escher) (Remscheid: Gardez, 2004)
- Mythos Ägypten / Deutsch-türkischer Dialog. West-östliche Medienperspektiven II (Hrsg. mit Anton Escher) (Remscheid: Gardez, 2004)
- Filmklassiker. Beschreibungen und Kommentare. 5 Bde. (Hrsg.; unter Mitarbeit von Kerstin-Luise Neumann) (Stuttgart: Reclam, 2006, 5. Auflage; 1. Auflage in 4 Bden. 1995)
- Robert Altman. Abschied vom Mythos Amerika (Hrsg. mit Thomas Klein) (Mainz: Bender, 2006)
- Bildtheorie und Film (Hrsg. mit Thomas Meder und Fabienne Liptay) (München: Edition Text+Kritik, 2006)
- Komödiantinnen (Hrsg. mit Fabienne Liptay) (München: Edition Text+Kritik, 2006; = Film-Konzepte Band 1)
- Chaplin-Keaton. Verlierer und Gewinner der Moderne (Hrsg.) (München: Edition Text+Kritik, 2006; = Film-Konzepte Band 4)
- Filmgenres: Melodram und Liebeskomödie (Hrsg. mit Jürgen Felix). Ditzingen 2007, ISBN 978-3-15-018409-7.
- Das goldene Zeitalter des italienischen Films (Hrsg. mit Irmbert Schenk) (München: Edition Text+Kritik, 2008)
- Edgar Reitz erzählt (Hrsg. mit Michelle Koch) (München: Edition Text+Kritik 2008)
- Filmregisseure. Biographien, Werkbeschreibungen, Filmographien. 3., aktualisierte und erweiterte Auflage. Reclam, Stuttgart 2008 [1. Auflage 1999], ISBN 978-3-15-010662-4.
- Ästhetische Existenz – Ethische Existenz. Ein zeitgenössisches Entweder-Oder? (Hrsg.) (München: Edition Text+Kritik, 2008)
- Filmregisseure. Biographien, Werkbeschreibungen, Filmographien (Hrsg.) (Stuttgart: Reclam, 2008, 3. Auflage)
- Reihe Projektionen: Isst man, was man isst? Essrituale im Film. (Hrsg. mit Anton Escher) (München: Edition Text+Kritik, 2009, Bd. 1)
- Reihe Projektionen: Todeszonen. Wüsten aus Sand und Schnee im Film. (Hrsg. mit Anton Escher) (München: Edition Text+Kritik, 2009, Bd. 2)
- Filmgenres: Kinder und Jugendfilm. (Hrsg. mit Bettina Kümmerling-Meibauer). (Stuttgart: Reclam, 2010)
- Reihe Projektionen: Indianer vor der Kamera. (München: Edition Text+Kritik, 2011, Bd. 4)
- Reclams Sachlexikon des Films. 3., aktualisierte und erweiterte Auflage. Philipp Reclam jun., Stuttgart 2011, ISBN 978-3-15-010833-8.
- Reihe Projektionen: Ekstase. (München: Edition Text+Kritik, 2012, Bd. 6)
- „Gotteslästerung“ und Glaubenskritik in der Literatur und den Künsten. Hrsg. mit Hans Richard Brittnacher. Schüren, Marburg 2016, ISBN 978-3-89472-712-3.
- Thomas Koebner, Hans Jürgen Wulff (Hrsg.): Filmgenres. Thriller. Philipp Reclam jun., Stuttgart 2013, ISBN 978-3-15-019145-3.
- Standardsituationen im Film. Ein Handbuch. Hrsg. mit Norbert Grob und Anette Kaufmann. Schüren, Marburg 2016, ISBN 978-3-89472-809-0.

### Reihen
- Koebner, Thomas (Hrsg. mit Fabienne Liptay): „Film-Konzepte“ (Vierteljahresschrift). (München: Edition Text+Kritik, 2006ff) (letztes Heft als Herausgeber: „Edgar Reitz“, Bd. 28, 2012)